# Underneath the Radar (utwór)
Underneath the Radar – utwór zespołu Underworld, pochodzący z debiutanckiego albumu Underneath the Radar, wydany jako singiel (w różnych wersjach) w 1988 roku. Doszedł do 74. miejsca na liście Hot 100 tygodnika Billboard.

## Utwór
Zespół Underworld wydał w marcu 1988 roku album Underneath the Radar. Trasa koncertowa po amerykańskich klubach wywindowała w lipcu singiel z tytułowym utworem do 74. miejsca na liście Hot 100 tygodnika Billboard. 

### Wydania i wersje

#### Wersja europejska (winyl 7”)
Na rynku europejskim singel ukazał się jako winyl 7”:
| A. | Underneath The Radar (Edit From Shep Petitibone Remix) | 4:40  |
|    |                                                        |       |
| B. | Big Red X                                              | 4:59  |
|    |                                                        |       |
|    |                                                        | 09:39 |
|    |                                                        |       |

#### Wersja amerykańska (winyl 7”)
W takiej samej formie wydany został na rynku amerykańskim:
| A. | Underneath The Radar (Edit) | 3:59  |
|    |                             |       |
| B. | Big Red X                   | 4:59  |
|    |                             |       |
|    |                             | 08:58 |
|    |                             |       |

#### Wersja amerykańska i europejska (winyl 12”)
W Stanach Zjednoczonych i Europie ukazał się również winylowy maxi singel (12”, 33 ⅓ RPM):
| A1. | Underneath The Radar (12" Remix)            | 8:00  |
|     |                                             |       |
| A2. | Underneath The Radar (Instrumental Version) | 6:35  |
|     |                                             |       |
| B1. | Big Red X                                   | 4:59  |
|     |                                             |       |
| B2. | Underneath The Radar (Dub)                  | 6:00  |
|     |                                             |       |
|     |                                             | 25:34 |
|     |                                             |       |
Remix – Shep Pettibone (A1 ,A2, B2)

## Listy

### Listy tygodniowe
| Kraj              | Lista             | Pozycja |
| ----------------- | ----------------- | ------- |
| Australia         | ARIA Charts       | 5       |
| Kanada            | RPM 100           | 69      |
| Nowa Zelandia     | Recorded Music NZ | 14      |
| Południowa Afryka | Springbok Radio   | 2       |
| Stany Zjednoczone | Hot 100           | 74      |

| Kraj              | Lista           | Pozycja |
| ----------------- | --------------- | ------- |
| Australia         | ARIA Charts     | 23      |
| Południowa Afryka | Springbok Radio | 16      |

## Covery
- 2006 – wersja australijskiej piosenkarki Danielle Foote[13]. Singel z piosenką doszedł do 41. miejsca na liście ARIA Charts[14].
- 2011 – wersja niemieckiego zespołu Iron Savior[13].